# Фридланд (Доња Лужица)
Фридланд (њем. Friedland) град је у њемачкој савезној држави Бранденбург. Једно је од 38 општинских средишта округа Одер-Шпре. Према процјени из 2010. у граду је живјело 3.249 становника. Посједује регионалну шифру (AGS) 12067137.

## Географски и демографски подаци
Фридланд се налази у савезној држави Бранденбург у округу Одер-Шпре. Град се налази на надморској висини од 50 метара. Површина општине износи 173,1 km². У самом граду је, према процјени из 2010. године, живјело 3.249 становника. Просјечна густина становништва износи 19 становника/km².

## Међународна сарадња
| Мјесто | Држава | Врста сарадње | Од    |
| ------ | ------ | ------------- | ----- |
|        | Пољска | контакт       | 2000. |
| Извор  |        |               |       |